# José Luis Blanco Moreno
José Luis Blanco Moreno (Madrid, 1967) és un polític espanyol del Partit Socialista Obrer Espanyol (PSOE), alcalde d'Azuqueca de Henares des de 2015.
Nascut el 1967 a Madrid en el si d'una família originària de La Viñuela, un llogaret del municipi d'Almodóvar del Campo (província de Ciudad Real), es va traslladar amb mesos d'edat a Azuqueca de Henares. Blanco, que va cursar estudis d'humanitats a la Universitat d'Alcalá, és diplomat en relacions laborals per la Universitat Carles III de Madrid. Empleat des de jove en Renfe, es va convertir també en regidor de l'Ajuntament d'Azuqueca el 1991.
Va ser investit com a alcalde del municipi el 13 de juny de 2015, amb 10 vots a favor, enfront dels 4 que va obtenir la candidata del PP, 3 la candidata d'IU-Ahora Azuqueca de Henares i 4 vots en blanc; va substituir així a Pablo Bellido Acevedo (també del PSOE). Considerat com sanchista, Blanco va entrar a formar part del Comitè Federal del PSOE al seu XXXIX Congrés de 2017. Va renovar el seu mandat com a alcalde després de la majoria absoluta del PSOE a les eleccions municipals de 2019.